# Кійра Корпі
Кійра Ко́рпі (повне ім'я Кійра Лінда Катрійна Корпі, фін. Kiira Linda Katriina Korpi; нар. 26 вересня 1988, Тампере, Фінляндія) — фінська фігуристка, що виступає у жіночому одиночному катанні. Срібна (2012) та бронзова (2011) призерка Чемпіонату Європи, срібна призерка (2010) та триразова чемпіонка (2011—2013, 2015) Фінляндії.
Корпі є однією з найяскравіших і найперспективніших молодих спортсменок у фінському фігурному катанні. Вона вабить прихильників фігурного катання не тільки своєю технічною майстерністю, але й жвавою вдачею і, безперечно, непересічною дівочою красою. Справжня білявка, що нагадує багатьом Грейс Келлі, вона завжди усміхнена і привітна з усіма на змаганнях найвищого рівня. Крім того, вона є запальною вболівальницею, що зазвичай з трибун спостерігає і аплодує кожному виступу не лише одиночників, причому як під час кваліфікаційних змагань, так і на показових виступах.

## Біографія

### Дитинство
Батько Кійри Корпі, Рауно Корпі (*1951), граючи у складі клуба «Tappara» (м. Тампере), вигравав національний чемпіонат Фінляндії з хокею з шайбою, а потому, вже як тренер, привів жіночу хокейну збірну Фінляндії до завоювання бронзових медалей на XVIII Зимових Олімпійських іграх (Нагано, 1998).

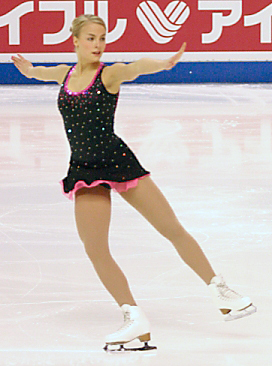
Кійра Корп на Чемпіонаті світу з фігурного катання серед юніорів, Канада, 2005 р.

Са́ме тому Кійрі передрікали велике майбутнє в хокеї, але вона вибрала не дуже популярне (на той час) у Фінляндії фігурне катання. «Я рада, що не зайнялася хокем. Моя старша сестра Петра і мої друзі займалися фігурним катанням, тому я захотіла кататися ними», — зізнавалася вона пізніше… Кійра встала на ковзани, коли їй виповнилось п'ять років.
Фігуристка удосконалювала своє катання, і в 11-річному віці зробила свій перший потрійний стрибок — сальхов. У 2002 році К. Корпі дебютувала на міжнародних змаганнях новачків (англ. novice). В сезонах 2002/2003 і 2003/2004 рр. вона брала участь у змаганнях юніорів, займаючи призові місця, в тому числі перше в Чемпіонаті північних країн.

### 2005—2008
У 2005 році Корпі вперше виступила на дорослому Чемпіонаті Європи з фігурного катання, зайнявши 13-те місце.
На наступному Чемпіонаті Європи з фігурного катання (Ліон, січень 2006 року) К. Корпі показала чудовий виступ — посівши у 17-річному віці доволі високу 6-ту сходинку європейської першості, відтак поліпшивши свій попередній результат разом на 7 місць. Відкатавшись більш вдало за подруг по команді, вона забезпечила собі одну з двох путівок для Збірної Фінляндії з фігурного катання на XX Зимові Олімпійські ігри в Турині.
Кійра Корпі першою з фінських фігуристок-одиночниць виконала каскад з двох потрійних стрибків (обидва тулупи) на чемпіонаті світу.

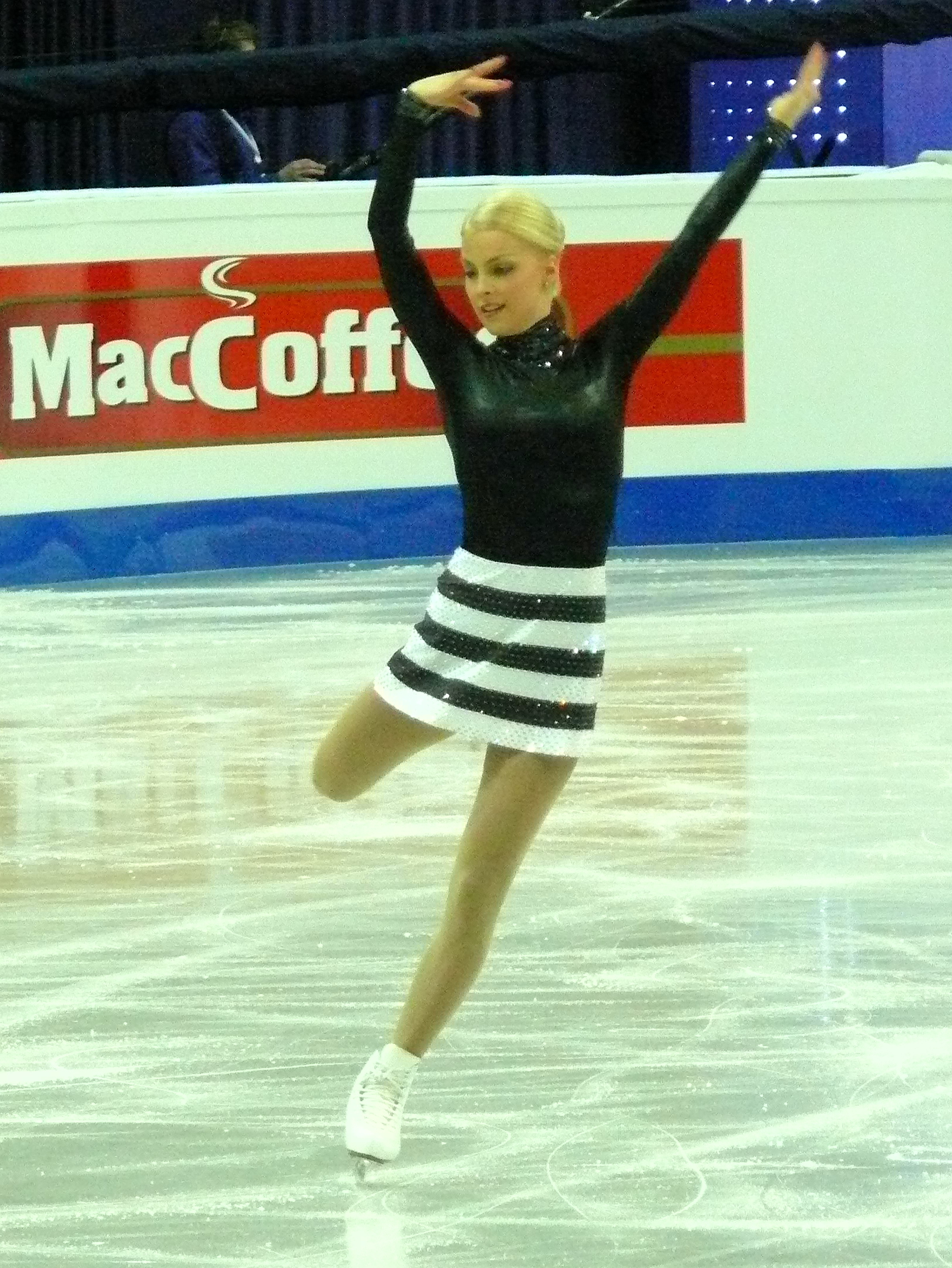
Кійра Корпі на Чемпіонаті світу з фігурного катання в 2008 році

Протягом останніх семи-вісьми років Кійра тренується під керівництвом Маарет Сіромаа і Сюзанни Хаарала. Впродовж сезона (англ. high season) тренування в спортсменки займають приблизно 2-3 години щодня, шість днів на тиждень. У червні та липні, коли ковзанка у Тампере зачинена, фігуристка зазвичай переїжджає до іншого міста або й за кордон, щоб і надалі підтримувати високу спортивну форму. Так, у 2005 році Кійра практикувалась у Каліфорнії, а влітку 2006 року тренувалася в м. Тарту (Естонія). Близько шести годин на тиждень вона тренується поза ковзанкою, включаючи заняття гімнастикою и хореографією. Влітку (англ. low season), до програми її тренувань додаються біг, їзда на велосипеді і на ролерах. Її хореограф Неллі Петанен ставить усі її програми.
На Чемпіонаті Європи з фігурного катання 2007 року в Варшаві Кійра стала бронзовою призеркою (на світовій першості у Токіо фінішувала 14-ю). У наступному році (сезоні), виступивши більш невдало на Європі в Загребі (5-те місце), поліпшила своє досягнення на світовій першості в Гетеборзі (9-та позиція).

### Сезон 2008/2009
Влітку 2008 року Кійра активно тренувалася в своєму рідному Тампере, потому в естонському Тарту і в шведському Лулео, але через значні перевантаження мала проблеми зі здоров'ям. Саме через ці обставини спортсменка не тренувалася в серпні і не змогла відновитись до турніру «Finlandia Trophy», а також пропустила турніри серії Гран-прі.
До національної першості Фінляндії з фігурного катання Кійрі Корпі вдалося повністю відновитися, і в грудні 2008 року спортсменка виграла Чемпіонат Фінляндії з фігурного катання 2009 року. Однак на Чемпіонаті Європи з фігурного катання 2009 року (Гельсінкі) вже на початку довільної програми фігуристка впала при виконанні стрибкового елемента, боляче вдарившись об бортик майданчика, що навіть призвело до зупинки довільної програми, яку втім вона докатала, і зайняла загальне 5-те місце. На зимовій Універсіаді в Харбіні Кійра Корпі виграла коротку програму з перевагою над найближчим переслідувачем у бл. 6 балів, але зірвавши виконання довільної, у якій посіла 4-те місце, загалом залишилась 3-ю.

## Спортивні досягнення
| Змагання/Сезони                                    | 2002/2003 | 2003/2004 | 2004/2005 | 2005/2006 | 2006/2007 | 2007/2008 | 2008/2009 | 2009/2010 |
| -------------------------------------------------- | --------- | --------- | --------- | --------- | --------- | --------- | --------- | --------- |
| Зимові Олімпіади                                   |           |           |           | 16        |           |           |           | 11        |
| Чемпіонати світу з фігурного катання               |           |           |           | 10        | 14        | 9         |           | 19        |
| Чемпіонати Європи з фігурного катання              |           |           | 13        | 6         | 3         | 5         | 5         | 4         |
| Чемпіонати світу з фігурного катання серед юніорів | 19        | 16        | 10        |           |           |           |           |           |
| Чемпіонати Фінляндії з фігурного катання           | 2J        | 1J        | 2         | 3         | 4         | 2         | 1         | 2         |
| Чемпіонат Північних країн                          |           | 1J.       |           |           |           |           |           |           |
| Етапи Гран-Прі: Cup of China                       |           |           |           |           |           |           |           | 2         |
| Етапи Гран-Прі: Trophée Eric Bompard               |           |           |           |           |           |           |           | 8         |
| Етапи Гран-Прі: Skate America                      |           |           |           |           | 7         |           |           |           |
| Етапи Гран-Прі: Cup of Russia                      |           |           |           |           | 6         | 4         |           |           |
| Турніри: «Nebelhorn Trophy»                        |           |           |           |           |           |           |           | 2         |
| Finlandia Trophy                                   |           |           |           |           | 1         | 5         |           | 3         |
| Турніри: «NRW Trophy»                              |           |           |           |           |           |           |           | 5         |
| Зимові Універсіади                                 |           |           |           |           |           |           | 3         |           |
| Merano Cup                                         |           |           |           | 1         |           |           |           |           |
| Фінал Юніорського Гран-Прі                         |           |           |           | 4         |           |           |           |           |

J = юніорський рівень

## Різне
Кійра Корпі не раз казала, що їй до вподоби рідне місто і, хоча вона отримувала запрошення переїхати до США, де їй обіцяли кращі умови для тренувань, вона не планує лишати фінське Тампере.
Кійра добре навчалася в початковій і середній школі. Улюбленими предметами спортсменки були іноземні мови та біологія. Зараз Кійра крім рідної фінської володіє також англійською, шведською та німецькою мовами.
В теперішній час (сезон 2008/2009) Кійра навчається в Університеті міста Тампере на факультеті економіки і менеджменту.
Кійра Корпі, крім спортивних талантів, має і певні бізнесові досягнення — вродлива «класична білявка» користується незмінною популярністю в спонсорів, які крім загально-національних, заключають з нею також персональні контракти. Кійра Корпі є «обличчям» продуктової фінської компанії «Viola».
Хобі Кійри — сноуборд, теніс, йога, а також книги. Улюблені ласощі — морозиво.

## Виноски
1. ↑  http://www.isuresults.com/bios/isufs00006625.htm
2. ↑  зараз К.Корпі виконує також комбінацію потрійний сальхов — потрійний тулуп
3. 1 2  Anu Kytölä Kiira's busy fall («Важка осінь Кійри») [Архівовано 4 березня 2016 у Wayback Machine.](англ.)
4. ↑  Повернення Корпі після травми відкладається. Архів оригіналу за 8 березня 2016. Процитовано 6 березня 2009.
5. ↑  ISU [Архівовано 3 квітня 2005 у Wayback Machine.](англ.)